# مایکل جکسون: زندگی یک بت
مایکل جکسون: زندگی یک بت یک فیلم مستند در مورد خواننده پاپ مایکل جکسون است که تهیه‌کنندگی آن برعهده دوست وی، دیوید گست است. آغاز فیلم از دوران حضور مایکل در گروه جکسون فایو تا حضور وی در دادگاه اتهامات کودک آزاری سال ۱۹۹۳ است. در این فیلم گفتگوهایی نیز با خانواده و دوستان مایکل جکسون منجمله مادر، برادران و خواهران و افرادی نظیر ویتنی هیوستون, اسموکی رابینسون نیز وجود دارد.

## بازیگران
- مایکل جکسون - (تصاویر آرشیو)
- کاترین جکسون
- تیتو جکسون
- ربی جکسون
- David Gest
- اسموکی رابینسون
- دیان وارویک
- ویتنی هیوستون
- Thomas Mesereau
- Frank Cascio
- Percy Sledge
- پتولا کلارک
- پل آنکا
- Dennis Edwards
- جیمی رافین
- فردا پاین
- برایان هالند
- لمانت دوزیر
- ادی هلند
- Martha Reeves
- اشفورد و سیمپسون
- اشفورد و سیمپسون
- Abdul ‘Duke’ Fakir
- Ron Alexenberg
- Peabo Bryson
- ادی فلوید
- Marilyn McCoo
- Billy Davis, Jr.
- Kim Weston
- Brenda Holloway
- Don Black
- Ronnie Rancifer
- Bobby Taylor
- Keith Jackson
- Ronald Jackson
- Reynaud Jones
- فرانک دیلئو
- جی. رندی تارابورلی
- Milford Hite
- Robert Hite
- Dexter Wansel
- Russell Thompkins, Jr.
- میکی رونی
- Weldon A McDougal III
- مارک لستر
- Kenny Gamble
- Leon Huff
- بیلی پال

## References
1. ↑  «Film an 'honest' look at Michael Jackson's lifeRead more». smh.com.au. دریافت‌شده در نوامبر ۲, ۲۰۱۱.